# Liste der Monuments historiques in Chaunac
Die Liste der Monuments historiques in Chaunac führt die Monuments historiques in der französischen Gemeinde Chaunac auf.

## Liste der Objekte
| Bezeichnung | Beschreibung                                                                 | Standort                        | Kennzeichnung | Schutzstatus | Datum | Bild |
| ----------- | ---------------------------------------------------------------------------- | ------------------------------- | ------------- | ------------ | ----- | ---- |
| Glocke      | Bronze, 1546 gegossen; Inschrift: „IHS MA S SULPICE DE CHAUNAC L’AN MVCXLVI“ | in der Kirche St-Sulpice (Lage) | PM17000069    | Classé       | 1908  |      |